# Omer Braeckeveldt
Omer Braeckeveldt   (Tielt, 10 d'octubre de 1917 - Bruges, 6 d'agost de 1987) va ser un ciclista belga, professional durant les dècades de 1940 i 1950. En el seu palmarès destaca una victòria d'etapa a la Volta a Espanya de 1950.

## Palmarès
- 1950
  - Vencedor d'una etapa a la Volta a Espanya
- 1953
  - 1r al Stadsprijs Geraardsbergen
  - 1r al GP Stad Kortrijk

### Resultats a la Volta a Espanya
- 1950. Abandona. Vencedor d'una etapa. Porta el mallot groc de líder durant 4 etapes.